# Stal Mielec
El Stal Mielec es un club de fútbol de la ciudad de Mielec, en Polonia. Fue fundado en 1939 y actualmente milita en la I Liga de Polonia, segunda categoría del fútbol polaco. Juega sus partidos como local en el Estadio MOSiR de Mielec y sus colores tradicionales son el azul y el blanco. La edad dorada del club tuvo lugar en la década de 1970, cuando conquistó dos ligas en 1973 y 1976 y alcanzó la final de la Copa de Polonia en 1975. El delantero Grzegorz Lato, considerado uno de los mejores futbolistas polacos de todos los tiempos, formó parte de sus filas hasta 1980.

## Historia
Fue fundado en 1939 en la ciudad de Mielec y ha utilizado varios nombres a través de su historia hasta llegar a la denominación actual, Fabryczny Klub Sportowy Stal Mielec. Tanto la sección de fútbol como la de voleibol estaba compuesta por trabajadores de PZL Mielec, empresa fabricante aeronáutica con sede en la ciudad. El primer partido oficial fue un enfrentamiento contra el Polskie Towarzystwo Gimnastyczne „Sokół” Mielec, que culminó en victoria por 4-1. Se disputaron tres partidos más contra el Dzikovia Tarnobrzeg (2-1), el Metal Tarnów (3-1) y un equipo formado por jugadores de una fábrica de municiones de Nowa Dęba (6-1). El estallido de la Segunda Guerra Mundial y la prohibición de todo evento deportivo impidió que el equipo oriundo de Mielec pudiera avanzar más allá de las divisiones regionales de la Segunda República polaca.
El club no alcanzó la Ekstraklasa, la máxima categoría del sistema de ligas del fútbol polaco, hasta la temporada 1969-70, año en el que ascendió tras quedar en segunda posición en la I Liga, por detrás del ROW 1964 Rybnik. En su primera campaña en primera división finalizó en el décimo puesto, para posteriormente consolidarse como uno de los referentes del fútbol nacional: el Stal Mielec se proclamó campeón de liga en 1973 y 1976, alcanzando igualmente la final de la Copa de Polonia 1976, en la que perdieron por 2-0 contra el Śląsk Wrocław. Con las dos victorias en liga y el subcampeonato obtenido en la temporada 1974/75, el Stal pudo disputar varias ediciones de la Copa de Campeones de Europa y la Copa de la UEFA, siendo su mejor resultado en la quinta edición de este último torneo en 1975-76, donde avanzó hasta los cuartos de final, derrotando en el camino al Holbæk B&I danés, el Carl Zeiss Jena de Alemania Oriental y el Inter Bratislava checoslovaco, antes de caer contra el Hamburgo SV. Desde entonces ha participado en cinco torneos continentales, siendo el último de ellos la Copa de la UEFA 1982-83.
En 1980, la salida de su estrella, el delantero e internacional con la selección absoluta polaca Grzegorz Lato, supuso un duro golpe para el Stal. El club se mantuvo en primera división hasta la campaña 1982-83, cuando descendió a la categoría de plata. Volvió a consolidarse en la Ekstraklasa nuevamente en la temporada 1988-89, pero varios problemas administrativos y financieros hicieron que el equipo de Subcarpacia fuera apartado del fútbol profesional a finales de los años 1990, cuando fue retirado de la I Liga el 12 de junio de 1997 y obligado a recomenzar desde la V Liga, sexto escalón del fútbol polaco. Durante las siguientes décadas el equipo se mantuvo alejado del fútbol profesional durante más de veinte años, regresando a la máxima categoría en la temporada 2020/21.

## Estadio
El Estadio MOSiR de Mielec, llamado igualmente Estadio Municipal Grzegorz Lato (en polaco: Stadion Miejski im. Grzegorza Lato), es el estadio local del Stal. El recinto deportivo está ubicado al noreste de la ciudad, en el distrito de Kusocińskiego. El aforo de las gradas es de 6,864 espectadores y cuenta con la particularidad de estar rodeado por una pista de atletismo. La construcción del terreno de juego se completó en 1953, aunque fue remodelado íntegramente entre 2010 y 2013. El 29 de noviembre de 2023 el estadio fue rebautizado en honor a Grzegorz Lato, instalándose una placa conmemorativa dedicada al delantero polaco el 23 de julio de 2024.

## Jugadores

### Jugadores destacados
| - Włodzimierz Ciołek - Jan Domarski - Włodzimierz Gąsior - Matthew Guillaumier - Saïd Hamulić - Zbigniew Hnatio - Alvis Jaunzems | - Witold Karaś - Henryk Kasperczak - Marian Kosiński - Dariusz Kubicki - Zygmunt Kukla - Grzegorz Lato - Andrzej Szarmach |

## Participación en competiciones de la UEFA
| Temporada | Torneo                      | Ronda                  | Club                      | Casa | Visita | Global         |
| --------- | --------------------------- | ---------------------- | ------------------------- | ---- | ------ | -------------- |
| 1973–74   | Copa de Campeones de Europa | Dieciseisavos de final | Estrella Roja de Belgrado | 0–1  | 1–2    | 1–3            |
| 1975–76   | Copa de la UEFA             | Ronda de play-off      | Holbæk B&I                | 2–1  | 1–0    | 3–1            |
| 1975–76   | Copa de la UEFA             | Dieciseisavos de final | Carl Zeiss Jena           | 1–0  | 0–1    | 1–1 (5–4 pen.) |
| 1975–76   | Copa de la UEFA             | Octavos de final       | Inter Bratislava          | 2–0  | 0–1    | 2–1            |
| 1975–76   | Copa de la UEFA             | Cuartos de final       | Hamburgo SV               | 0–1  | 1–1    | 1–2            |
| 1976–77   | Copa de Campeones de Europa | Dieciseisavos de final | Real Madrid               | 1–2  | 0–1    | 1–3            |
| 1979–80   | Copa de la UEFA             | Ronda de play-off      | Aarhus GF                 | 0–1  | 1–1    | 1–2            |
| 1982–83   | Copa de la UEFA             | Ronda de play-off      | KSC Lokeren               | 1–1  | 0–0    | 1–1 (g. v.)    |

## Palmarés
- Ekstraklasa:
  - Ganador (2): 
    - 1972/73, 1975/76

  - Subcampeón (1):
    - 1974/75

- Copa de Polonia:
  - Subcampeón (1): 

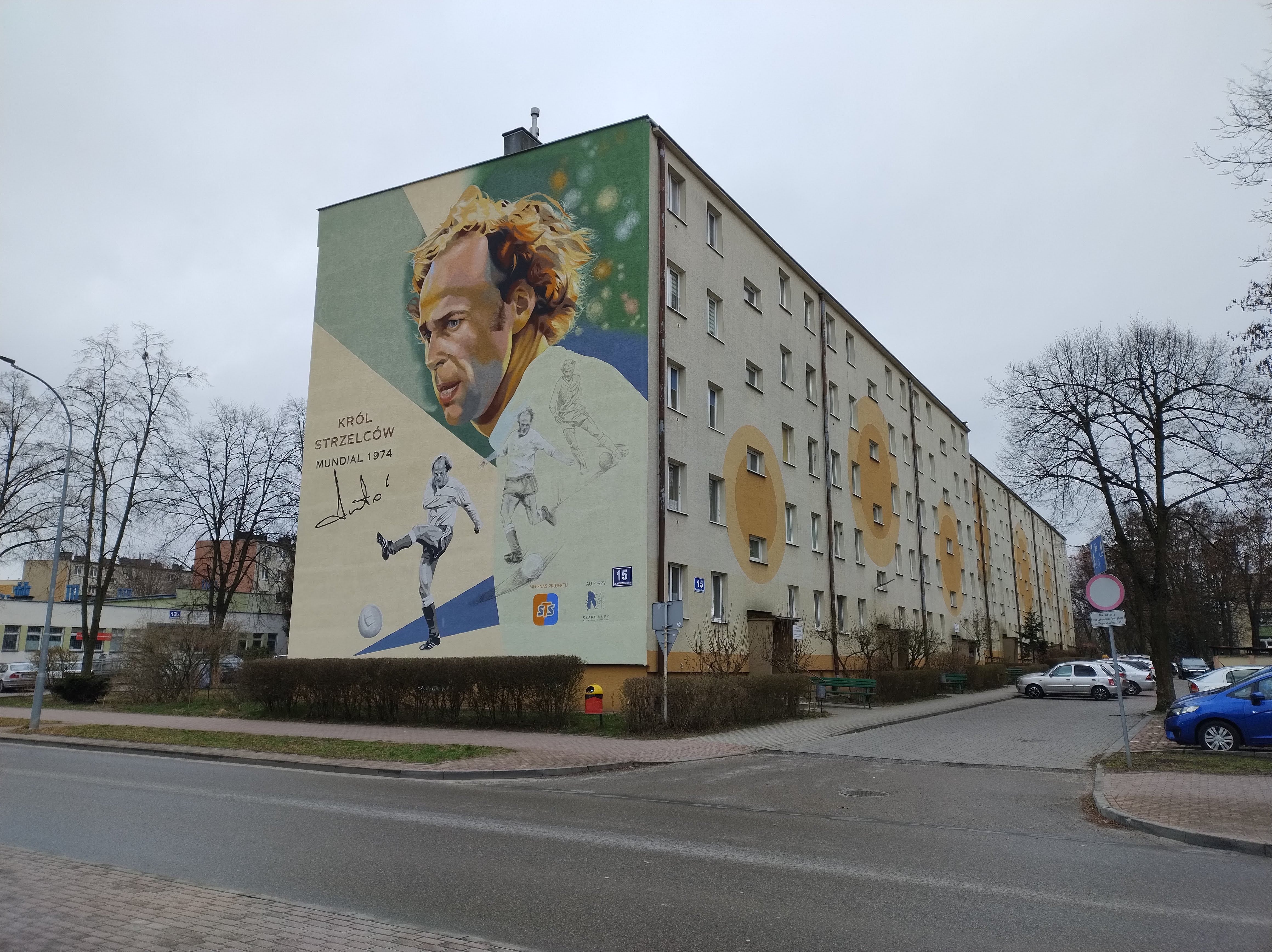
Mural de Grzegorz Lato, leyenda del club.

    - 1975/76 - Stal Mielec 2:0 Śląsk Wrocław